# William Henry Pickering

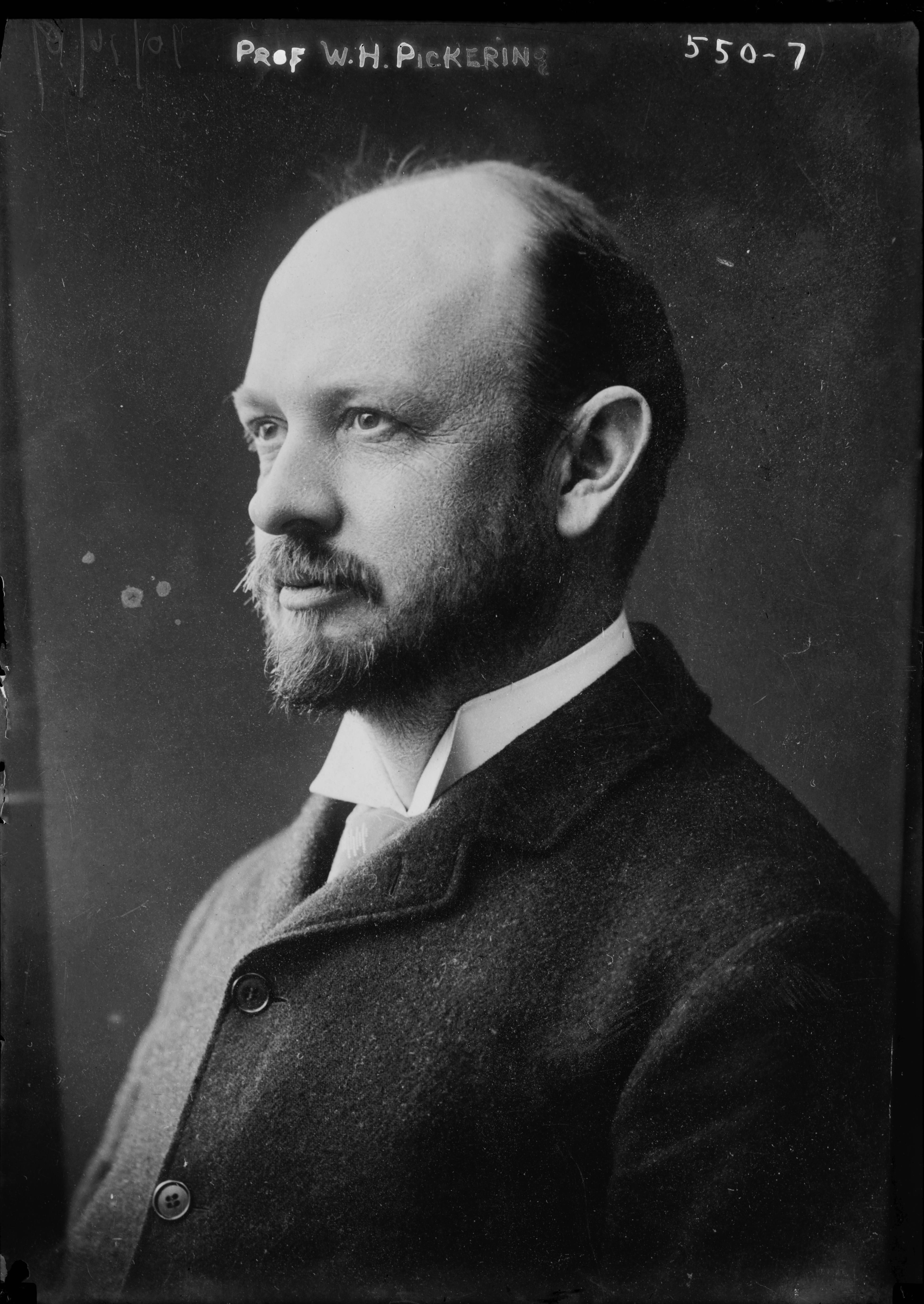
Pickering in 1909

William Henry Pickering (Boston, 15 februari 1858 – Mandeville (Jamaica), 17 januari 1938) was een Amerikaans astronoom en broer van Edward Charles Pickering. Niet te verwarren met William Hayward Pickering, voormalig directeur van het Jet Propulsion Laboratory.
Hij ontdekte de negende maan van Saturnus, Phoebe in 1899 uit foto's genomen in1898. Hij geloofde ook de tiende maan in 1905 te hebben ontdekt uit foto's uit 1904, die hij "Themis" noemde. "Themis" bestaat echter niet.
Hij leidde expedities naar zonsverduisteringen en hij bestudeerde inslagkraters op de Maan. Hij bouwde ook enkele observatoria, zoals het Lowell Observatory.
In 1919 voorspelde hij het bestaan en de positie van een Planeet X, maar na het zoeken op foto's genomen op het Mount Wilson-observatorium kon deze niet gevonden worden. Pluto werd later ontdekt op het Flagstaff observatorium door Clyde Tombaugh in 1930, maar deze was veel te klein om enig effect te hebben op de planeten Uranus of Neptunus.
Later in zijn leven heeft hij veel tijd doorgebracht op zijn privé observatorium in Jamaica. Hij heeft een fotografische atlas van de Maan gemaakt genaamd The Moon : A Summary of the Existing Knowledge of our Satellite (De Maan : Een overzicht van de huidige kennis van onze satelliet) - New York: Doubleday, Page & Company, 1903.
Een krater op de Maan is naar hem en zijn broer Edward Charles Pickering genoemd.
- Bibliothèque nationale de France: cb10607216t (data)
- CiNii: DA07609667
- Gemeinsame Normdatei: 116178957
- International Standard Name Identifier: 0000 0001 2341 8205
- Library of Congress Control Number: n85808769
- Bibliotheek van het Japanse parlement: 00657015
- SNAC: w6ng4q2n
- Système universitaire de documentation: 176936009
- Virtual International Authority File: 173289811
- WorldCat: E39PBJfmmBXq6Vp73KMYj6Trbd